# دانشگاه میشیگان مرکزی
دانشگاه میشیگان مرکزی (به انگلیسی: Central Michigan University) یک دانشگاه تحقیقاتی دولتی در مونت‌پلیزانت واقع در ایالت میشیگان آمریکا است که در سال ۱۸۹۲ میلادی بنیان‌نهاده شده‌است.